# Лев Шестов
Лев Шестов (руски: Лев Исаакович Шестов, известен и като Леон Шестов, Иегуда Лейб Шварцман) е руски философ. Роден в богато еврейско семейство, първоначалните му търсения го насочват към марксизма и утопичния социализъм. Под влияние на Достоевски той се отказва от тези идеи, като развива своя оригинална философия в рамките на т.нар. Lebensphilosophie, с ясна християнска ориентираност и оригинален почерк.
Самобитните философски дирения на Шестов клонят към екзистенциализъм, а текстовете му притежават отчетлива фрагментарност и търсене на парадоксалното. Ранните произведения на Шестов са философски поглед върху текстовете на руски писатели, като Достоевски и Чехов. Представително произведение е книгата от 1905 г. Апофеоз беспочвенности (опыт адогматического мышления), която предизвиква бурни дискусии в руските интелектуални среди.
След емиграцията във Франция е повлиян от идеите на Едмунд Хусерл и Мартин Хайдегер, пише върху философските идеи на Сьорен Киркегор и Бенедикт Спиноза.
Официални преводи на български език се появяват през последното десетилетие на 20в., а в 2004 г. е публикувано четиртомно издание на негови съчинения.

## По-важни трудове
- Шекспир и неговият критик Брандес (1898)
- Достоевски и Ницше (1903)
- Апотеоз на безпочвеността, София: Аргес, 1991
- Властта на ключовете (1923)
- На везните на Йов (1929)
- Киркегор и екзистенциалната философия (1939).
- Атина и Йерусалим (1951)
- Само с вяра (1966)

1. ↑  Шестов Л., Апотеоз на безпочвеността, София: Аргес, 1991
2. ↑  Шестов Л., Съчинения т.1-4, София: З. Стоянов, 2004